# نهائي كأس العالم 1958
أقيم نهائي كأس العالم لكرة القدم 1958 في السويد، وبالتحديد في مدينة سولنا، التقى المنتخبان البرازيلي والمستضيف السويدي في المباراة، وفاز المنتخب البرازيلي بنتيجة 5 - 2، ويعتبر الفوز البرازيلي هو الأول من نوعه في تاريخ كأس العالم لكرة القدم، وقد قدم بيلية "اللؤلؤة السوداء" أداء رائع جدًا في المبارة.
نظرًا لأن كلا الفريقين ارتديا لباس أصفر كخيار أول لهما، فقد تم ترتيب قرعة من أجل تحديد الفريق الذي سيستخدم لباسه المعتاد. قاطعت البرازيل القرعة مما جعل السويد الفائزة، وأجبرت البرازيل على البحث عن لون آخر لارتدائه. في البداية، كان المنتخب البرازيلي يرتدي اللون الأبيض، ولكن تم رفض هذه الفكرة عندما كان من الواضح أن اللاعبين خائفين منها، مستذكرين خسارتهم في عام 1950. في النهاية ذهب الموظفون لشراء 22 قميص أزرق وقاموا بخياطة الشعار البرازيلي.

## الطريق للنهائي
|             | الخصم            | النتيجة |
| ----------- | ---------------- | ------- |
| 1           | النمسا           | 3–0     |
| 2           | إنجلترا          | 0–0     |
| 3           | الاتحاد السوفيتي | 2–0     |
| ربع النهائي | ويلز             | 1–0     |
| نصف النهائي | فرنسا            | 5–2     |

|             | الخصم            | النتيجة |
| ----------- | ---------------- | ------- |
| 1           | المكسيك          | 3–0     |
| 2           | المجر            | 2–1     |
| 3           | ويلز             | 0–0     |
| ربع النهائي | الاتحاد السوفيتي | 2–0     |
| نصف النهائي | ألمانيا الغربية  | 3–1     |

## أحداث المباراة
بعد بداية المباراة بأربعة دقائق تقدمت السويد عبر هجمة ممتازة للقائد نيلز ليدهولم. التقدم لم يدم طويلًا، حيث أدرك فافا التعادل بعد 5 دقائق فقط. في الدقيقة 32، سجل فافا هدفًا مشابهًا لهدفه الأول ليمنح البرازيل التقدم 2-1 في الشوط الاول. بعد 10 دقائق من الشوط الثاني تقدمت البرازيل بهدف ثالث عبر هدف سجله بيليه. سيطر على الكرة داخل منطقة الجزاء، وسدد الكرة فوق المدافع ثم سددها في مرمى كالي سفينسون الذي لم يستطع صدها. في منتصف الشوط الثاني، تقدمت البرازيل 4-1 بهدف سجله ماريو زغالو. نجح سيمونسون في تقليص الفارق للسويد قبل 10 دقائق على النهاية لكن الأوان كان قد فات. وحقق بيليه الفوز 5-2 للبرازيل بهدف برأسه في الوقت بدل الضائع. وبذلك اللقب، حقق المنتخب البرازيلي لقبه الأول، ليحقق بعد ذلك أربعة ألقاب للمونديال في أعوام 1962 و1970 و1994 و2002، ويكون أكثر منتخب يتوج بلقب كأس العالم.

## تفاصيل المباراة
| البرازيل                                         | 5 – 2   | السويد                              |
| ------------------------------------------------ | ------- | ----------------------------------- |
| فافا 9'، 32' · بيليه 55'، 90' · ماريو زاغالو 68' | التقرير | نيلس ليدهولم 4' · اجني سيمونسون 80' |

| البرازيل | السويد |

| البرازيل:    |    |                             |
|              |    |                             |
| GK           | 3  | جيلمار                      |
| RB           | 4  | جيلما سانتوس                |
| LB           | 12 | نيلتون سانتوس               |
| CB           | 2  | بليني (c)                   |
| HB           | 19 | زيتو                        |
| HB           | 15 | أورلاندو بيسانيا دي كارفايو |
| OR           | 11 | غارينشيا                    |
| IR           | 6  | ديدي                        |
| IL           | 10 | بيليه                       |
| OL           | 7  | ماريو زاغالو                |
| CF           | 20 | فافا                        |
| المدرب:      |    |                             |
| فيسنتي فيولا |    |                             |

| السويد:     |    |                  |
|             |    |                  |
| GK          | 1  | كالي سفينسون     |
| RB          | 15 | رون بورجيسون     |
| LB          | 2  | أورفار بيرغمارك  |
| CB          | 3  | سفين أكسبوم      |
| HB          | 6  | سيغارد بارلينج   |
| HB          | 14 | بينغت غوستافسون  |
| OR          | 11 | لينارت سكوغلاند  |
| IR          | 4  | نيلس ليدهولم (c) |
| IL          | 8  | غونار غرين       |
| OL          | 7  | كورت هامرين      |
| CF          | 9  | اجني سيمونسون    |
| المدرب:     |    |                  |
| جورج راينور |    |                  |

| المسؤولين - المساعدان: - ألبرت دوش (ألمانيا) - خوان غارديزابال (إسبانيا) | قواعد المباراة - 90 دقيقة - 30 دقيقة من الوقت الإضافي عند الحاجة - تُعاد المباراة عند الحاجة - لا يُسمح بإدخال اللاعبين البدلاء |

## إحصائيات اللقاء

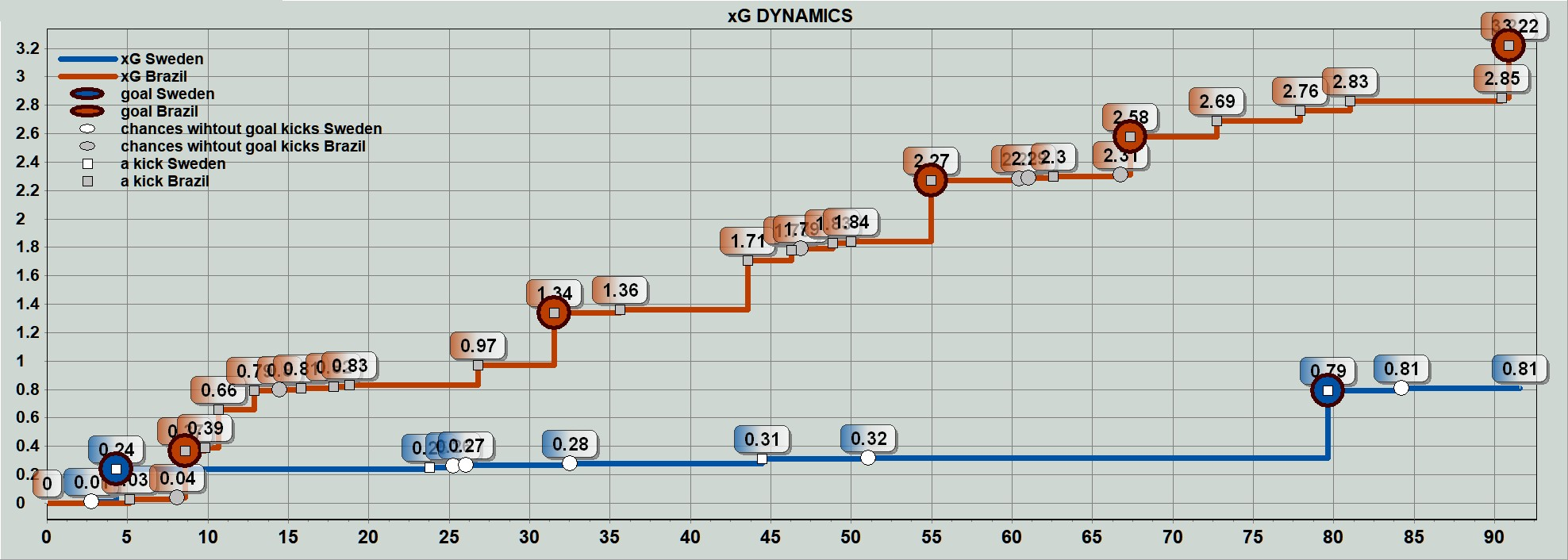
Gennady Kravtsov. Applied Statistics البرازيل – السويد xG الأهداف المتوقع.

## انظر ايضا
- البرازيل في كأس العالم